# Bird of Paradise (Snowy White)
Bird of paradise is een nummer van de Britse gitarist en singer-songwriter Snowy White afkomstig van zijn debuutalbum White flames uit december 1983.  In december van dat jaar werd het nummer eerst in thuisland het Verenigd Koninkrijk en Ierland op single uitgebracht. In januari 1984 volgden Europa, Australië, Nieuw-Zeeland en Zuid-Afrika. In 1990 werd het nummer op cd-single uitgebracht.

## Achtergrond
De plaat werd een hit op de Britse eilanden, in Zuid-Afrika, Australië en in het Nederlandse taalgebied. De plaat bereikte in maart 1984 in White's thuisland het Verenigd Koninkrijk en in Ierland de 6e positie in de UK Singles Chart en de Ierse hitlijst. In Zuid-Afrika werd de 13e positie bereikt en in Australië de 32e.
In Nederland werd de plaat op dinsdag 3 januari 1984 door dj Felix Meurders op de VARA dinsdag verkozen tot Verrukkelijke Hittip van de dag op Hilversum 3 en werd een grote hit in de destijds drie landelijke hitlijsten op de nationale publieke popzender. De plaat bereikte de 6e positie in de Nederlandse Top 40, de 7e positie in de Nationale Hitparade en piekte op de 4e positie in de TROS Top 50. In de Europese hitlijst op Hilversum 3, de TROS Europarade, bereikte de plaat de 25e positie. 
In België bereikte de plaat de 7e positie in de Vlaamse Radio 2 Top 30 en de 8e positie in de voorloper van de Vlaamse Ultratop 50.  In Wallonië werd géén notering behaald. 
Ruim tien jaar later (september 1994) werd de plaat in Nederland nogmaals een bescheiden hit in de destijds nieuwe publieke hitlijst op vanaf dan Radio 3FM; de Mega Top 50, nadat de plaat gebruikt werd in een radio-en televisie reclame voor de KLM. Deze keer bereikte de single op zaterdagmiddag 17 september 1994 de 45e positie in de Mega Top 50. 
Sinds de allereerste editie in december 1999 staat de plaat onafgebroken genoteerd in de jaarlijkse NPO Radio 2 Top 2000 van de Nederlandse publieke radiozender NPO Radio 2, met als hoogste notering tot nu toe een 534ste positie in 1999.

## Hitnoteringen

### Nederlandse Top 40
| Hitnotering: 18-02-1984 t/m 07-04-1984 | Hitnotering: 18-02-1984 t/m 07-04-1984 | Hitnotering: 18-02-1984 t/m 07-04-1984 | Hitnotering: 18-02-1984 t/m 07-04-1984 | Hitnotering: 18-02-1984 t/m 07-04-1984 | Hitnotering: 18-02-1984 t/m 07-04-1984 | Hitnotering: 18-02-1984 t/m 07-04-1984 | Hitnotering: 18-02-1984 t/m 07-04-1984 | Hitnotering: 18-02-1984 t/m 07-04-1984 | Hitnotering: 18-02-1984 t/m 07-04-1984 |
| Week:                                  | 1                                      | 2                                      | 3                                      | 4                                      | 5                                      | 6                                      | 7                                      | 8                                      |                                        |
| -------------------------------------- | -------------------------------------- | -------------------------------------- | -------------------------------------- | -------------------------------------- | -------------------------------------- | -------------------------------------- | -------------------------------------- | -------------------------------------- | -------------------------------------- |
| Positie:                               | 24                                     | 15                                     | 7                                      | 6                                      | 6                                      | 9                                      | 15                                     | 30                                     | uit                                    |

### Nationale Hitparade / Mega Top 50
| Hitnotering: (Week 1 t/m 7) 25-02-1984 t/m 07-04-1984 Hitnotering: (Week 8 t/m 10) 03-09-1994 t/m 17-09-1994 | Hitnotering: (Week 1 t/m 7) 25-02-1984 t/m 07-04-1984 Hitnotering: (Week 8 t/m 10) 03-09-1994 t/m 17-09-1994 | Hitnotering: (Week 1 t/m 7) 25-02-1984 t/m 07-04-1984 Hitnotering: (Week 8 t/m 10) 03-09-1994 t/m 17-09-1994 | Hitnotering: (Week 1 t/m 7) 25-02-1984 t/m 07-04-1984 Hitnotering: (Week 8 t/m 10) 03-09-1994 t/m 17-09-1994 | Hitnotering: (Week 1 t/m 7) 25-02-1984 t/m 07-04-1984 Hitnotering: (Week 8 t/m 10) 03-09-1994 t/m 17-09-1994 | Hitnotering: (Week 1 t/m 7) 25-02-1984 t/m 07-04-1984 Hitnotering: (Week 8 t/m 10) 03-09-1994 t/m 17-09-1994 | Hitnotering: (Week 1 t/m 7) 25-02-1984 t/m 07-04-1984 Hitnotering: (Week 8 t/m 10) 03-09-1994 t/m 17-09-1994 | Hitnotering: (Week 1 t/m 7) 25-02-1984 t/m 07-04-1984 Hitnotering: (Week 8 t/m 10) 03-09-1994 t/m 17-09-1994 | Hitnotering: (Week 1 t/m 7) 25-02-1984 t/m 07-04-1984 Hitnotering: (Week 8 t/m 10) 03-09-1994 t/m 17-09-1994 | Hitnotering: (Week 1 t/m 7) 25-02-1984 t/m 07-04-1984 Hitnotering: (Week 8 t/m 10) 03-09-1994 t/m 17-09-1994 | Hitnotering: (Week 1 t/m 7) 25-02-1984 t/m 07-04-1984 Hitnotering: (Week 8 t/m 10) 03-09-1994 t/m 17-09-1994 | Hitnotering: (Week 1 t/m 7) 25-02-1984 t/m 07-04-1984 Hitnotering: (Week 8 t/m 10) 03-09-1994 t/m 17-09-1994 | Hitnotering: (Week 1 t/m 7) 25-02-1984 t/m 07-04-1984 Hitnotering: (Week 8 t/m 10) 03-09-1994 t/m 17-09-1994 |
| Week: | 1 | 2 | 3 | 4 | 5 | 6 | 7 | | 8 | 9 | 10 | |
| --- | --- | --- | --- | --- | --- | --- | --- | --- | --- | --- | --- | --- |
| Positie: | 18 | 9 | 9 | 7 | 8 | 27 | 27 | uit | 49 | 45 | 45 | uit |

### TROS Top 50
Hitnotering: 16-02-1984 t/m 12-04-1984. Hoogste notering: #4 (1 week).

### TROS Europarade
Hitnotering: 25-03-1984 t/m 01-04-1984. Hoogste notering: #25 (1 week).

### Vlaamse Radio 2 Top 30
| Hitnotering: (Week 1) 03-03-1984 Hitnotering: (Week 2 t/m 7) 17-03-1984 t/m 21-04-1984 | Hitnotering: (Week 1) 03-03-1984 Hitnotering: (Week 2 t/m 7) 17-03-1984 t/m 21-04-1984 | Hitnotering: (Week 1) 03-03-1984 Hitnotering: (Week 2 t/m 7) 17-03-1984 t/m 21-04-1984 | Hitnotering: (Week 1) 03-03-1984 Hitnotering: (Week 2 t/m 7) 17-03-1984 t/m 21-04-1984 | Hitnotering: (Week 1) 03-03-1984 Hitnotering: (Week 2 t/m 7) 17-03-1984 t/m 21-04-1984 | Hitnotering: (Week 1) 03-03-1984 Hitnotering: (Week 2 t/m 7) 17-03-1984 t/m 21-04-1984 | Hitnotering: (Week 1) 03-03-1984 Hitnotering: (Week 2 t/m 7) 17-03-1984 t/m 21-04-1984 | Hitnotering: (Week 1) 03-03-1984 Hitnotering: (Week 2 t/m 7) 17-03-1984 t/m 21-04-1984 | Hitnotering: (Week 1) 03-03-1984 Hitnotering: (Week 2 t/m 7) 17-03-1984 t/m 21-04-1984 | Hitnotering: (Week 1) 03-03-1984 Hitnotering: (Week 2 t/m 7) 17-03-1984 t/m 21-04-1984 |
| Week:                                                                                  | 1                                                                                      |                                                                                        | 2                                                                                      | 3                                                                                      | 4                                                                                      | 5                                                                                      | 6                                                                                      | 7                                                                                      |                                                                                        |
| -------------------------------------------------------------------------------------- | -------------------------------------------------------------------------------------- | -------------------------------------------------------------------------------------- | -------------------------------------------------------------------------------------- | -------------------------------------------------------------------------------------- | -------------------------------------------------------------------------------------- | -------------------------------------------------------------------------------------- | -------------------------------------------------------------------------------------- | -------------------------------------------------------------------------------------- | -------------------------------------------------------------------------------------- |
| Positie:                                                                               | 28                                                                                     | uit                                                                                    | 11                                                                                     | 8                                                                                      | 9                                                                                      | 7                                                                                      | 19                                                                                     | 15                                                                                     | uit                                                                                    |

### NPO Radio 2 Top 2000
| Nummer met noteringen in de NPO Radio 2 Top 2000 | '99 | '00 | '01 | '02 | '03 | '04 | '05 | '06 | '07  | '08 | '09 | '10  | '11  | '12 | '13  | '14 | '15  | '16  | '17  | '18  | '19  | '20  | '21  | '22  | '23  | '24  |
| ------------------------------------------------ | --- | --- | --- | --- | --- | --- | --- | --- | ---- | --- | --- | ---- | ---- | --- | ---- | --- | ---- | ---- | ---- | ---- | ---- | ---- | ---- | ---- | ---- | ---- |
| Bird of Paradise                                 | 534 | 745 | 959 | 811 | 795 | 801 | 916 | 931 | 1133 | 903 | 969 | 1188 | 1210 | 857 | 1058 | 882 | 1261 | 1487 | 1429 | 1594 | 1280 | 1299 | 1262 | 1153 | 1153 | 1133 |

1. ↑  Een vetgedrukt getal geeft de hoogste notering aan.